# فرانک (شاهنامه)
فَرانَک در شاهنامه فردوسی دختری از شیلا (کره جنوبی امروزی) است؛ او در ادامه با آبتین ازدواج می‌کند. در شاهنامه، مادر فریدون و همسر آبتین است. فرانک و آبتین احتمالاً در دهکده‌ای در ایران‌زمین به دور از دسترسی مأموران ضحاک با دامداری و شکار زندگی می‌نمود. آبتین عاقبت به دست کارگزاران حکومت گرفتار و مغزش خوراک مارهای ضحاک شد.

## شرح حال فرانک
ضحاک پیش از تولد فریدون در خواب دیده بود که پایان سلطنتش به دست فریدون است، وقتی تعبیر خواب و علت دشمنی فریدون را از موبدان پرسید آن‌ها در جواب اظهار نمودند چون حیات پدرش توسط مأموران تو پایان خواهد یافت. ضحاک عزم خود را جزم کرده و با تمام قوای نظامی می خواست خانواده فریدون را پیش از تولد فریدون یافته و نابود نماید. فرانک از بیم روزبانان ضحاک کودک و گاو پرمایه را به بیشه‌زاری برد و هر دو را به دشتبان بیشه‌زار سپرد تا از آسیب عوامل ضحاک در امان باشند. او از دشتبان خواست فریدون را با شیر آن گاو بپرورد. آنگاه فرانک پس از سه سال، کودک را از دشتبان پس گرفت .
| بدو گفت کاین کودک شیرخوار  |  | ز من روزگاری به زنهاردار    |
| وگر باره خواهی روانم تراست |  | گروگان کنم جان بدانکت هواست |

روزبانان ضحاک هیچگاه از جستجوی گاو و خانواده فریدون آرام نگشتند، شهرت گاو تن‌پیرایه دهان بدهان شهره آفاق گشت آنگاه فرانک مجبور شد نزد دشتبان رفته گاو را به او واگذارد طفل را برداشته و بگریزد تا جان هر دو در امان باشد. به تعبیر فرانک از سرزمین جادوستان به مرز هندوستان روانه گردد و با فرزندش در کوه البرز به پیرمرد پارسایی پناه برده تا فریدون بالیده و بزرگ شود.
| زنی بود آرایش روزگار       |  | درختی کزو فرّ شاهی به بار   |
| فرانک بدش نام و فرخنده بود |  | به مهر فریدون دل آکنده بود |
| چو آگاهی شوی بشنود زن      |  | ز بی دادها، بر سرش آمدن    |
| دوان، داغ دل، خسته روزگار  |  | همی رفت پویان سوی مرغزار   |

مرد عابد کوهستان‌نشین که دور از دنیا و مافیای آن تنها زندگی می‌کرد به فرانک و پسرش پناه داد و هیچگاه باد سرد یا سخن سختی بر آنان نزد، فرانک چون نزد او شد به او گفت من زنی سوگوار و این کودک خردسال سرانجمن، از ایران‌زمین هستیم. طبق متون فرانک بچه را به او سپرد ولی احتمال اینکه خود نیز نزد آن مرد عابد، دور از رصد مأموران ضحاک پنهان شده روزگار گذرانده باشد، بسیار زیاد است. آنچه از متون استنباط می‌گردد شرایط سخت زندگی و آوارگی یک زن همراه با کودک صغیر است. مرد عابد، منشأ و منبع کیش مهر، هر را دو پذیرفت و به تربیت فریدون اهتمام کرد ظاهراً فرانک نیز نزد آن مرد بزرگ در دامان دماوند روزگار سپری کرد تا اینکه فریدون هیجده سال تمام یافت.

## فرزندان دیگر فرانک
فرانک صاحب دو پسر به اسامی کیانوش و برمایه نیز بود، شاهنامه فریدون را کوچکتر نام می‌برد. شاهنامه در بیتی از دو مهتر یکی کهتر سخن می‌راند که بزرگتران، همان کیانوش و برمایه هستند که فریدون را در میان گرفتند. البته چنین صحنه‌ای واقعیت نداشته صحنه مزبور در خواب ضحاک وقوع یافته بود و سبب پریشانی وی نیز شده بود. امّا کمی بعد شاهنامه بیت اصلی را که فریدون برادر بزرگتر است چنین بازگو می‌کند:
| کیانوش و پرمایه بر دست شاه |  | چـو کهتـر بـرادر ورا نیک خـواه |

دو فرزند مزبور در آوارگی فرانک حضور ندارند در ضمن چون تجسس روزبانان ضحاک مختص به فریدون نبود، آن‌ها هر کودک و نوجوانی را یافته به تجویز ابلیس مغز آن‌ها تغذیهٔ ماران می‌کرند امکان دستگیری و اعدام کیانوش و برمایه دور از احتمال نبود. به نظر می‌رسد دو برادر بعد از فریدون متولد شده باشند. فریدون در هیجده سالگی آماده قیام به کین پدر شد امّا فرانک توصیه نمود تا به وقتش صبور باشد. مدت صبر را شاهنامه قید نمی‌نماید ولی تا زمان قیام علیه ضحاک و اتحاد با کاوه آهنگر حداقل یکی دو دهه سپری شد و در آنزمان فریدون به سی سالگی رسیده بود. دوران مزبور یعنی تا آغاز قیام، فریدون و مادرش در یکی از درّه‌های حاصلخیز و پر از نعمت شکار در البرزکوه نزد مرد مهرکیش، که مرزبانان ضحاک نیز بدان سرزمین دسترسی نداشت، سپری گشت.
قیام کاوه به یاری فریدون با نماد درفش کاویان به سلطه هزار ساله ضحاکیان بر ایران خاتمه داد و فریدون پادشاهی از نسل ایرانیان بر تخت کیان جلوس نمود. فرانک دیر زمانی پس از پیروزی فریدون بر ضحاک از او بیخبر بود و چون از پیروزی فرزندش آگاه شد گنجینه‌های نهان را گشود به بخشیدن اموالش به نیازمندان پرداخت و جشن‌ها ساخت و میهمانی‌ها داد سپس به نزد فریدون به شهر آمل رفت.
| پس آگاهی آمد ز فرّخ پسر     |  | به مادر که فرزند شد تاجور  |
| نیایش کنان شد سر و تن بشست |  | به پیش جهانداور آمد نخست   |
| نهاد آن سرش پست بر خاک بر  |  | همی خواند نفرین به ضحاک بر |
| همی آفرین خواند بر کردگار  |  | بر آن شادمان گردش روزگار   |

## نسب فرانک
در بندهشن چنین آمده که مادر فریدون، فرانک نام داشت و دختر یکی از تورانیان بود فرکیانی از یک نی که در دریاچه ووروکش رسته بود به گاو سحرناکی که مالک آن گاو، پدر فرانک بود حلول کرد سپس به وسیلهٔ شیر آن گاو فرکیانی نخست به فرانک و آنگاه به فریدون رسید . امّا فرانک در شاهنامه خویش ایرانی می‌نامد:
| فرانک بدو گفت کای پاک دین |  | منم سوگواری ز ایران‌زمین |

آبتین به همراه پدرش از ایران به چین فرار می‌کند اما پادشاه چین به دستور ضحاک در پی دستگیری آن‌ها میرود و آنها به شیلا (کره جنوبی امروزی) فرار می‌کنند و در آنجا او عاشق شاهدخت شلایی شده و با او ازدواج می‌کند که حاصل این ازدواج پسری به نام فریدون می‌شود که ضحاک را از تخت پایین کشیده و خود پادشاه ایران می‌شود(بر اساس داستان‌های کوش نامه)